# 556 Phyllis
556 Phyllis è un asteroide della fascia principale del diametro medio di circa 37,81 km. Scoperto nel 1905, presenta un'orbita caratterizzata da un semiasse maggiore pari a 2,4660424 UA e da un'eccentricità di 0,1019631, inclinata di 5,23552° rispetto all'eclittica.
Fa parte della famiglia di asteroidi Vesta.
Il suo nome è in onore di Filide, personaggio della mitologia greca che sposò Demofonte, figlio di Teseo.